# العلاقات الطاجيكستانية الغينية
العلاقات الطاجيكستانية الغينية هي العلاقات الثنائية التي تجمع بين طاجيكستان وغينيا.

## مقارنة بين البلدين
هذه مقارنة عامة ومرجعية للدولتين:
| وجه المقارنة                                              | طاجيكستان                          | غينيا       |
| --------------------------------------------------------- | ---------------------------------- | ----------- |
| المساحة (كم2)                                             | 143.10 ألف                         | 245.86 ألف  |
| عدد السكان (نسمة)                                         | 8.92 مليون                         | 12.72 مليون |
| الكثافة السكانية (ن./كم²)                                 | 62.33                              | 51.74       |
| العاصمة                                                   | دوشنبه                             | كوناكري     |
| اللغة الرسمية                                             | اللغة الطاجيكية                    | لغة فرنسية  |
| العملة                                                    | ساماني طاجيكي، الروبل الطاجيكستاني | فرنك غيني   |
| الناتج المحلي الإجمالي (بليون دولار)                      | 7.15 مليار                         | 10.50 مليار |
| الناتج المحلي الإجمالي (تعادل القوة الشرائية) بليون دولار | 24.03 مليار                        | 15.24 مليار |
| الناتج المحلي الإجمالي الاسمي للفرد دولار أمريكي          | 925                                | 531         |
| الناتج المحلي الإجمالي للفرد دولار أمريكي                 | 2.69 ألف                           | 1.22 ألف    |
| مؤشر التنمية البشرية                                      | 0.624                              | 0.411       |
| رمز المكالمات الدولي                                      | +992                               | +224        |
| رمز الإنترنت                                              | .tj                                | .gn         |
| المنطقة الزمنية                                           | ت ع م+05:00                        | 00          |

## منظمات دولية مشتركة
يشترك البلدان في عضوية مجموعة من المنظمات الدولية، منها:
| علم المنظمة | اسم المنظمة                        | تاريخ انضمام طاجيكستان | تاريخ انضمام غينيا |
| ----------- | ---------------------------------- | ---------------------- | ------------------ |
|             | مؤسسة التنمية الدولية              | 4 يونيو 1993           | 26 سبتمبر 1969     |
|             | مؤسسة التمويل الدولية              | 2 ديسمبر 1994          | 22 أكتوبر 1982     |
|             | منظمة حظر الأسلحة الكيميائية       | ?                      | ?                  |
|             | الأمم المتحدة                      | 2 مارس 1992            | 12 ديسمبر 1958     |
|             | منظمة التعاون الإسلامي             | ?                      | ?                  |
|             | منظمة الشرطة الجنائية الدولية      | ?                      | ?                  |
|             | الاتحاد البريدي العالمي            | ?                      | ?                  |
|             | البنك الدولي للإنشاء والتعمير      | 4 يونيو 1993           | 28 سبتمبر 1963     |
|             | وكالة ضمان الاستثمار متعدد الأطراف | 9 ديسمبر 2002          | 5 أكتوبر 1995      |
|             | يونسكو                             | 6 أبريل 1993           | 2 فبراير 1960      |
|             | الفريق المعني برصد الأرض           | ?                      | ?                  |